# Warren Buffett
Warren Edward Buffett (Omaha (Nebraska), 30 augustus 1930) is een Amerikaans zakenman, investeerder en filantroop. Hij is directeur en met een belang van 38% grootaandeelhouder van Berkshire Hathaway. Buffett staat al enkele decennia op de lijst van rijkste mensen ter wereld met in juni 2025 een geschat vermogen van 152 miljard dollar.

## Jeugd
Buffett, ook wel Het orakel van Omaha genaamd, is het tweede kind van Republikeins afgevaardigde Howard Homan Buffett. Als jongen was hij geobsedeerd door cijfers. Van zijn tante kreeg hij een encyclopedie en leerde hij alle relevante gegevens uit zijn hoofd. Hij vond het prettig om te lezen en bracht veel dagen door in het kantoor van zijn vader om zijn boeken te lezen. Een van deze boeken was 'A 1000 ways to make a 1000 dollars'. Dit boek ging over duizend manieren om geld te verdienen en weldra voerde hij veel van deze ideeën uit. Hij verkocht allerhande waar aan de deur en bouwde als klein kind al een aardig vermogen op. Op elfjarige leeftijd kocht hij van dit geld zijn eerste aandelen: drie aandelen Cities Service. Zijn vader was inmiddels als effectenmakelaar begonnen en hielp Buffett bij zijn eerste stappen in het beleggen.
Na de middelbare school wilde Buffett gelijk ondernemen. Zijn vader drong er echter op aan eerst te studeren. Hij bracht twee jaar door op Warton, maar hier had hij het niet naar zijn zin. Op aanraden van zijn vader ging hij op intakegesprek bij Harvard Business School, maar hij werd niet toegelaten, omdat de school hem te jong vond. Hij las verschillende brochures en ontdekte dat de auteur van een van zijn favoriete boeken docent was aan Columbia University. Hij schreef een brief naar auteur en docent Benjamin Graham. Hij kreeg een plaats aangeboden op Columbia Business School en studeerde af in de economie. Op Columbia raakte Buffett geïntrigeerd door Graham en zijn theorie van waardebeleggen. Na zijn studie werkte hij enige tijd als partner in Grahams beleggingsmaatschappij, voordat hij terugging naar Omaha en zijn eigen beleggingsfonds oprichtte.

## Beleggingsfonds
In 1956 begon Buffett op aandringen van enkele vrienden en familieleden een eigen beleggingsfonds. Voor hem was het van essentieel belang dat het fonds was ingericht op waardebeleggen en hij liet een partner pas deelnemen als die zijn voorwaarden (Ground Rules) accepteerde. Zelf stopte Buffett zijn gehele spaargeld in het fonds om de partners te overtuigen van zijn toewijding. Het fonds had dezelfde structuur als dat van zijn mentor Benjamin Graham. Het fonds was een groot succes en behaalde in de eerste vijf jaar een rendement van 250%. Buffett beheerde het fonds gedurende veertien jaar tot 1970. Op dat moment liquideerde Buffett het fonds omdat hij de markt sterk overgewaardeerd vond en hij geen goede investeringen meer kon vinden.
Door het succesvolle beleggingsfonds was Buffetts eigen vermogen inmiddels aardig gegroeid. Investeren trok hem nog steeds aan en hij begon grote belangen te nemen in bedrijven binnen het midden- en kleinbedrijf. Een van deze investeringen was in textielbedrijf Berkshire Hathaway. De Raad van Bestuur was bezig de fabrieken te sluiten en na sluiting telkens een deel van de eigen aandelen in te kopen. Hierdoor werd de prijs van Buffetts belang in de onderneming aardig opgedreven. Uiteindelijk bood het bestuur aan zijn belang over te nemen en kwam het tot een deal. Toen het bestuur vervolgens minder betaalde dan afgesproken, werd Buffett furieus. Hij kocht de hele onderneming en ontsloeg het hele bestuur. Het gevolg was dat hij nu wel een slecht renderende onderneming in zijn bezit had. Hij liquideerde alle bezittingen die  de onderneming nog had. Met het vrijgekomen geld deed hij investeringen in andere ondernemingen, met name in verzekeraars. Hier begon de opbouw van wat zou resulteren in een van de grootste conglomeraten ter wereld.

## Berkshire Hathaway
Buffett was een trouwe leerling van Benjamin Graham en paste diens methode van waardebeleggen perfect toe. Dit zorgde voor het enorme succes van zijn beleggingsfonds. De investeringen vanuit Berkshire Hathaway zijn ook op grond van deze methode gedaan, maar in tegenstelling tot wat veel wordt gedacht, is dit niet de directe oorzaak van de grote groei van het bedrijf. Met het vrijgekomen geld uit Berkshire Hathaway kocht Buffett verzekeringsmaatschappijen. Hij maakte gebruik van het principe van de float: De premies die verzekeraars ontvangen zijn in essentie geldstromen die rentevrij in kas vloeien. Tussen het ontvangen van premies en het uitkeren van sommen zit vaak veel tijd. In die tussentijd belegt de verzekeraar de premies in effecten om de toekomstige uitkeringen te dekken. Door middel van zijn verzekeraars kon Buffett met deze premies aan de slag en investeerde hij weer in andere bedrijven. Ieder jaar kwam er meer geld binnen bij zijn verzekeraars waardoor hij meer kon investeren.
Met Berkshire kon Buffett niet langer investeren in ondergewaardeerde bedrijven, daar waren de bedragen simpelweg te groot voor. Hij sleutelde aan zijn eigen formule en veranderde zijn beleggingstactiek naar een idee van zijn vriend en tevens zakenpartner Charlie Munger. Deze vroeg aan hem: "Waarom investeren we in redelijke bedrijven tegen een geweldige prijs, als we ook kunnen investeren in geweldige bedrijven tegen een redelijke prijs?" Dit idee zou het succes bepalen van Berkshire Hathaway. Het uitgangspunt was dat aandelen van een bedrijf niet ondergewaardeerd hoeven te zijn om als een goede belegging te kwalificeren. De aandelen mochten best een beetje overgewaardeerd zijn, zolang het onderliggende bedrijf maar sterk was. De twee gingen op zoek naar grote bedrijven met een sterke merknaam die groeipotentie hadden op de lange termijn. Belangrijke beleggingen van Berkshire zijn daarom in The Coca-Cola Company, American Express, Kraft-Heinz, Bank of America en Apple.
De meer dan 10 miljard dollar positie in IBM die hij in 2011 heeft opgebouwd, is opmerkelijk te noemen. Hoewel Buffett al meer dan vijftig jaar het jaarverslag van IBM las, gaf hij meermalen aan niet te investeren in dit technologiebedrijf. Naast zijn gebruikelijke economische waardering had Buffett twee redenen waarom IBM volgens hem toch een goede investering was. Ten eerste dat IBM de nummer één is op het gebied van alles wat met computers te maken heeft, en ten tweede omdat de enorme vrije cashflow wordt gebruikt voor de inkoop van eigen aandelen. Buffett hoopte dan ook dat het aandeel voor lange tijd tegen een zo laag mogelijke koers zou worden verhandeld, opdat zo veel mogelijk aandelen konden worden ingekocht en dus de waarde van zijn belang in IBM optimaal bleef.
Hoewel Buffett voornamelijk posities heeft in Amerikaanse aandelen, nam hij in 2011 een aanzienlijk belang in de Britse supermarktketen Tesco. Deze positie heeft hij waarschijnlijk ingenomen omdat Tesco een vooraanstaande positie heeft wat betreft online retailing in Groot-Brittannië. Toch maakt ook Buffett wel eens fouten: in 2014 stootte hij het belang weer af en noteerde een verlies van 440 miljoen dollar.
Buffett leidde zijn bedrijf tot 2025.  Zijn zakenpartner en beste vriend Charlie Munger is op 99-jarige leeftijd overleden op 28 november 2023, Santa Barbara, Californië, Verenigde Staten. In mei 2025 kondigde hij zijn pensioen aan.

## Trivia
Warren Buffett woont nog steeds in hetzelfde huis dat hij in 1958 voor slechts 31.500 dollar kocht (282.166 met inflatie). Tegenwoordig is het huis zo'n 650.000 dollar waard.
Begin jaren '90 ontmoette Warren Buffett de oprichter van Microsoft, Bill Gates, op een gezamenlijk diner van de twee families. Naar verluidt had Gates helemaal geen zin naar het diner te komen. Toen hij wel kwam opdagen, raakte hij direct met Buffett in gesprek. Dit zou uiteindelijk leiden tot een hechte vriendschap. Gates was van 2004 tot 2020 een van de directeuren van Berkshire Hathaway. 
Buffett is een uitgesproken tegenstander van excessieve beloningen in het bedrijfsleven. Vanuit die overtuiging betaalt Berkshire Hathaway de eigen top dan ook geen grote bonussen. Zo ontvangt Buffett zelf een salaris van 100.000 dollar, ver beneden de gemiddelde beloning van Amerikaanse topmanagers.
Op 26 juni 2006 maakte Buffett bekend dat hij zijn gehele vermogen doneert aan liefdadigheidsorganisaties, waaronder de Bill & Melinda Gates Foundation van Bill Gates en de organisaties van zijn eigen kinderen.
In 2011 riep Warren Buffett de regering op om de belasting voor miljonairs te verhogen. Hij wees erop dat hij verhoudingsgewijs minder belasting betaalde dan zijn secretaresse. Die secretaresse zat op 20 januari 2012 naast Barack Obama bij de opening van het parlementaire jaar. De president gaf daarmee een signaal af, en hij diende daadwerkelijk een wetsvoorstel in om de belasting voor de superrijken te verhogen. Deze belasting, in de pers de "Buffett rule" genoemd, werd op 16 april 2012 door de Senaat verworpen (weliswaar was er een meerderheid van 51 stemmen vóór, maar niet de 60 stemmen om een Republikeinse filibuster te voorkomen die bekrachtiging van de wet tegenhield).